# 巴姓
巴姓收入《百家姓》，分布广。东汉时有巴肃，明朝有巴思明，清朝时有巴慰祖。

## 延伸阅读
[在维基数据编辑]
 《百家姓》
 《欽定古今圖書集成·明倫彙編·氏族典·巴姓部》，出自陈梦雷《古今圖書集成》